# Saint-Germain-de-Calberte
Saint-Germain-de-Calberte è un comune francese di 466 abitanti situato nel dipartimento della Lozère nella regione dell'Occitania.

## Società

### Evoluzione demografica
Abitanti censiti